# Bell AH-1 SuperCobra
Bell AH-1 SuperCobra là trực thăng chiến đấu hai động cơ dựa trên mẫu chiếc Bell AH-1 Cobra một động cơ. Phiên bản Cobra hai động cơ là một phần của dòng máy bay Huey, boa gồm AH-1J SeaCobra, AH-1T Improved SeaCobra, và AH-1W SuperCobra. Phiên bản AH-1W, là trực thăng chiến đấu trụ cột của phi đội máy bay của Thủy quân Lục chiến Hoa Kỳ trong nhiều thập niên nay đang dần được thay thế bởi trực thăng chiến đấu thế hệ kế tiếp Bell AH-1Z Viper.

## Quốc gia sử dụng
- Hoa Kỳ
- Hàn Quốc

==Thông số kỹ thuật==AH-1J SeaCobra Chỉnh sửa
```
Dữ liệu từ Bell AH-1 Cobra, [52] Máy bay chiến đấu hiện đại [53]
```

```
Đặc điểm chung
```

```
Phi hành đoàn: 2
Chiều dài: 45
 
ft 9 in (13,94 m) thân máy bay
53
 
ft 5 in (16 m) bao gồm các cánh quạt
Chiều rộng: 10
 
ft 9 in (3,28 m) (cuống cánh)
Chiều cao: 13
 
ft 5 in (4.09 m)
Trọng lượng rỗng: 6.610
 
lb (2.998
 
kg)
Trọng lượng cất cánh tối đa: 10.000
 
lb (4.536
 
kg)
Động cơ: Động cơ cánh quạt 1 × P & W Canada T400-CP-400 (PT6T-3 Twin-Pac), 1.530 shp (1.140 
mã lực
) (giảm từ 1.800 shp (1.342 mã lực) cho các giới hạn truyền động)
Đường kính cánh quạt chính: 43
 
ft 11 in (13,39 m)
Diện tích cánh quạt chính: 1.514.97 sq ft (140.745 m2)
Phần lưỡi cắt: Wortmann FX 69-H-098 [54]
Hiệu suất
```

```
Tốc độ tối đa: 152 kn (175 dặm / giờ, 282
 
km / giờ)
Không bao giờ vượt quá tốc độ: 190 kn (220 dặm / giờ, 350
 
km / giờ)
Phạm vi: 311 nmi (358
 
mi, 576
 
km)
Trần dịch vụ: 10.500
 
ft (3.200 m)
Tốc độ leo: 1.090
 
ft / phút (5,5 m / s)
Vũ khí
```

```
20
 
mm (0,787 in) Pháo Gatling 3 nòng M197 trong 
tháp pháo
 M97 (công suất đạn 750 viên)
Tên lửa 2,75 in (70
 
mm) Mk 40 hoặc Hydra 70 trong các quả đạn 7 hoặc 19 viên đạn
Tên lửa Zuni 5 in (127
 
mm) - tối đa 16 tên lửa trong bệ phóng LAU-10D / A 4 viên
Tên lửa phòng không 
AIM-9 Sidewinder
 - 1 gắn trên mỗi điểm cứng
Chỉnh sửa SuperCobra AH-1W
 
Dữ liệu từ Verier, [52] Máy bay chiến đấu hiện đại, [53] Danh mục quốc tế về 
máy bay quân sự
 [55]
```

```
Đặc điểm chung
```

```
Phi hành đoàn: 2: phi công, đồng lái / xạ thủ (CPG)
Chiều dài: 58
 
ft (17,7 m) (với cả hai cánh quạt quay)
Đường kính cánh quạt: 48
 
ft (14,6 m)
Chiều cao: 13
 
ft 9 in (4,19 m)
Diện tích đĩa: 1809
 
ft² (168,1 mét vuông)
Trọng lượng rỗng: 10.200
 
lb (4.630
 
kg)
Tối đa trọng lượng cất cánh: 14.750
 
lb (6.690
 
kg)
Hệ thống cánh quạt: 2 cánh quạt trên cánh quạt chính, 2 cánh quạt trên cánh quạt đuôi
Chiều dài thân máy bay: 45
 
ft 7 in (13,9 m)

Sải cánh
 còn sơ khai: 10
 
ft 9 in (3,28 m)
Powerplant: Tua bin điện 2 × General T700-401, 1.690 shp (1.300
 
kW) mỗi cái
Hiệu suất
```

```
Tốc độ tối đa: 190 hải lý / giờ (218 dặm / giờ, 352
 
km / giờ)
Phạm vi: 317 nmi (365
 
mi, 587
 
km)
Trần dịch vụ: 12.200
 
ft (3.720 m)
Tốc độ leo: 1.620
 
ft / phút (8.2 m / s)
Vũ khí
```

```
20
 
mm (0,787 in) Pháo Gatling 3 nòng M197 trong tháp pháo A / A49E-7 (công suất đạn 750 viên)
Tên lửa 2,75 in (70
 
mm) Hydra 70 hoặc APKWS II [56] - Được gắn trong các bệ phóng LAU-68C / A (7 phát) hoặc LAU-61D / A (19 phát)
Tên lửa Zuni 5 in (127
 
mm) - 8 tên lửa trong hai bệ phóng LAU-10D / A 4 viên đạn
Tên lửa TOW - Tối đa 8 tên lửa được gắn trong hai bệ phóng tên lửa XM65 4 viên, một tên lửa trên mỗi điểm cứng phía ngoài
Tên lửa 
AGM-114 Hellfire
 - Tối đa 8 tên lửa được gắn trong hai bệ phóng tên lửa M272 4 viên, mỗi tên lửa trên mỗi điểm cứng phía ngoài
Tên lửa phòng không AIM-9 Sidewinder - 1 gắn trên mỗi điểm cứng phía ngoài (tổng cộng 2)
```